# 三國一朗
三國（三国） 一朗（みくに いちろう、1921年〈大正10年〉1月12日 - 2000年〈平成12年〉9月15日）は、日本の放送タレント、エッセイスト、俳優である。

## 来歴・人物
愛知県名古屋市出身。第八高等学校を経て、東京帝国大学文学部社会学科を繰り上げ卒業し従軍。戦後、劇作家・久板栄二郎の下で修業した後、雑誌編集者を経てアサヒビール社員となる。
1952年に、志摩夕起夫らと行った、深夜放送「イングリッシュ・アワー」（ラジオ東京）での仕事は「日本で最初のラジオ・パーソナリティ」である。
1953年に日本テレビ放送網で放送を開始したアサヒビール一社提供番組「ほろにがショー 何でもやりまショー」の二代目司会者として出演し、以後放送タレントとして各種番組に出演。1956年にアサヒビールを退社した後はタレントを専業とした。近代日本史への造詣が深く、東京12チャンネルの「私の昭和史」（1964年～1974年、放送批評懇談会の期間選奨を受賞）の司会や、二・二六事件を扱ったNHK特集のレポーターを務めている。
晩年は「お好み演芸会」（NHK総合テレビジョン）の「花の落語家5人衆の知恵比べ」の司会も務めた。
スクラップ・ブックが趣味で、技術指南書『ハサミとのり』を刊行。この本は刊行当時、スクラップ愛好家の間で、非常な評判を博した。また、放送タレントの先輩として、徳川夢声を敬愛し、夢声研究の決定版『徳川夢声の世界』を刊行し、芸術選奨新人賞を受賞した。
その他にも「タレントの余技」をこえた、軽妙なエッセイ集を何冊も刊行した。
2000年9月15日、急性心不全のため、東京都稲城市の病院で死去。79歳没。
叔父に俳優の三國周三。その妻が女優の水町庸子。

## 出演番組

### テレビ
- ほろにがショー 何でもやりまショー （日本テレビ、司会、1953年8月29日 - 1959年4月25日
- びっくりスコープ（NHK、司会、1960年4月9日 - 1961年4月1日）
- 私の昭和史（東京12チャンネル、司会、1964年4月 - 1974年3月）
- テレビ銀婚式 すてきな夫婦（日本テレビ、司会、1966年8月13日 - 1967年10月7日）
- 心のともしび（日本テレビ、司会、1966年 - ？）
- セブンショー（フジテレビ、司会、1967年10月2日 - 1968年3月29日）
- ドキュメント昭和（朝日放送、司会・ナレーター・レポーター（一部回）　1975年4月6日-12月28日）
- お好み演芸会・花の落語家五人衆の知恵比べ（NHK、司会　1980年4月13日 - 1989年3月5日）

### ラジオ
- 歴史と人間（NHKラジオ）
- 人物春秋（NHKラジオ）
- イングリッシュ・アワー （ラジオ東京（現・TBSラジオ））
- オーナー（TBSラジオ、1964年-1966年）金・土曜。内包の「三菱ダイヤモンドハイウェー」は日曜日（単独番組）も出演
- 三國一朗の土曜ワイドラジオTokyo （TBSラジオ、パーソナリティ、1975年-1978年）

### 俳優

#### テレビドラマ
- OK横丁に集まれ(日本テレビ　1957年10月-1960年７月)
- 夕やけ天使（KR、良三役、1960年8月7日 - 1962年9月30日）
- 東芝日曜劇場/煙の王様（1962年、TBS）
- 東芝日曜劇場/カルテロ・カルロス日本へ飛ぶ（1963年、TBS）
- 太閤記（1965年、NHK）- 今川義元 役
- あひるの学校 (1968年、NHK)
- どっこいショ（1969年、東海テレビ） - 向坂善作
- 樅の木は残った（1970年、NHK）- 役名なし
- 元禄太平記（1975年、NHK）- 大野知房 役
- 新・坊っちゃん（1975年、NHK）
- 土曜ドラマ（NHK）
  - 優しい時代（1978年） - 川原の父 役
- 黄金の日日（1978年、NHK）第19話『安土築城』、第20話『聖母昇天』、一観（明朝の瓦工） 役
- いちばん星（1979年、NHK）※ナレーション
- マー姉ちゃん（1979年、NHK）- 牛尾軍平 役
- ハイカラさん（1982年、NHK）
- 銀河テレビ小説・青春前後不覚（1983年、NHK）
- 花の降る午後（1989年、NHK) - 黄健明 役

#### 映画
- 痴人の愛 （1960年、大映）
- 東京オリンピック （1965年）※ナレーション
- 映画女優 （1987年、東宝）
- 男はつらいよ 寅次郎サラダ記念日 （1988年、松竹）

## 著書
- 『私は司会者』角川書店、1961年12月30日。
- 『ハサミとのり 私のきりぬき帖』みゆき書房、1970年3月1日。
  - 『鋏と糊』〈ハヤカワ文庫〉、早川書房、1987年2月28日。
- 『徳川夢声の世界』 （1979年、青蛙房）
- 『肩書きのない名刺』 （1980年、自由現代社／中公文庫　1984年）、第28回日本エッセイスト・クラブ賞受賞
- 『三國一朗の人物誌』毎日新聞社、1982年3月30日。
- 『女たちの遠景』（1982年、潮出版社）
- 『肩書きのない名刺（2）』（1983年、自由現代社）
- 『話術　会話と対話』（1984年、筑摩書房）
- 『戦中用語集』（1985年、岩波新書）
- 『人づきあい50の名言』（1985年、講談社）
- 『ことばのある風景』 新潮社、1985年
- 『徳川夢声とその時代』〈もんじゅ選書〉、講談社、1986年6月20日。
- 『橋』（1990年、青蛙房）

### 共著
- 『タレントの本棚』（愛書家交換会・蚤の市　1983年）、著者の一人

### 編著
- 『証言私の昭和史』全6巻、東京12チャンネル報道部編、学芸書林、1969年 
  - 『証言・私の昭和史』全6巻、テレビ東京編 旺文社文庫 1984-1985年
  - 『証言・私の昭和史』全6巻、テレビ東京編　文春文庫 1989年
- 『昭和史探訪』全6巻 インタビュアー・編者　番町書房 1974-75年。聞き手表記
  - 『昭和史探訪』全6巻 井田麟太郎共編　角川文庫 1985-86年
- 『昭和 二万日の全記録』全19巻 編集委員（原田勝正、尾崎秀樹、松下圭一と、講談社　1989-1991年）
- 『日本の名随筆96　運』作品社　1990年
- 『昭和生活文化年代記 1　戦前』TOTO出版　1991年

## エピソード
- 1954年9月、ラジオ東京で番組担当中に「洞爺丸が函館港外で座礁」の臨時ニュースを読んでいる。ニュース終了直後に流れたのはアルゼンチンタンゴの『SOS』（後に『コンデナ』に改名）であったが、意図した選曲ではなく全くの偶然であった。後年になって『この時のような不気味な経験は他に一度もない』と語っている。

## 研究書
- 濱田研吾『三國一朗の世界 あるマルチ放送タレントの昭和史』清流出版 2008年4月